# Чираган

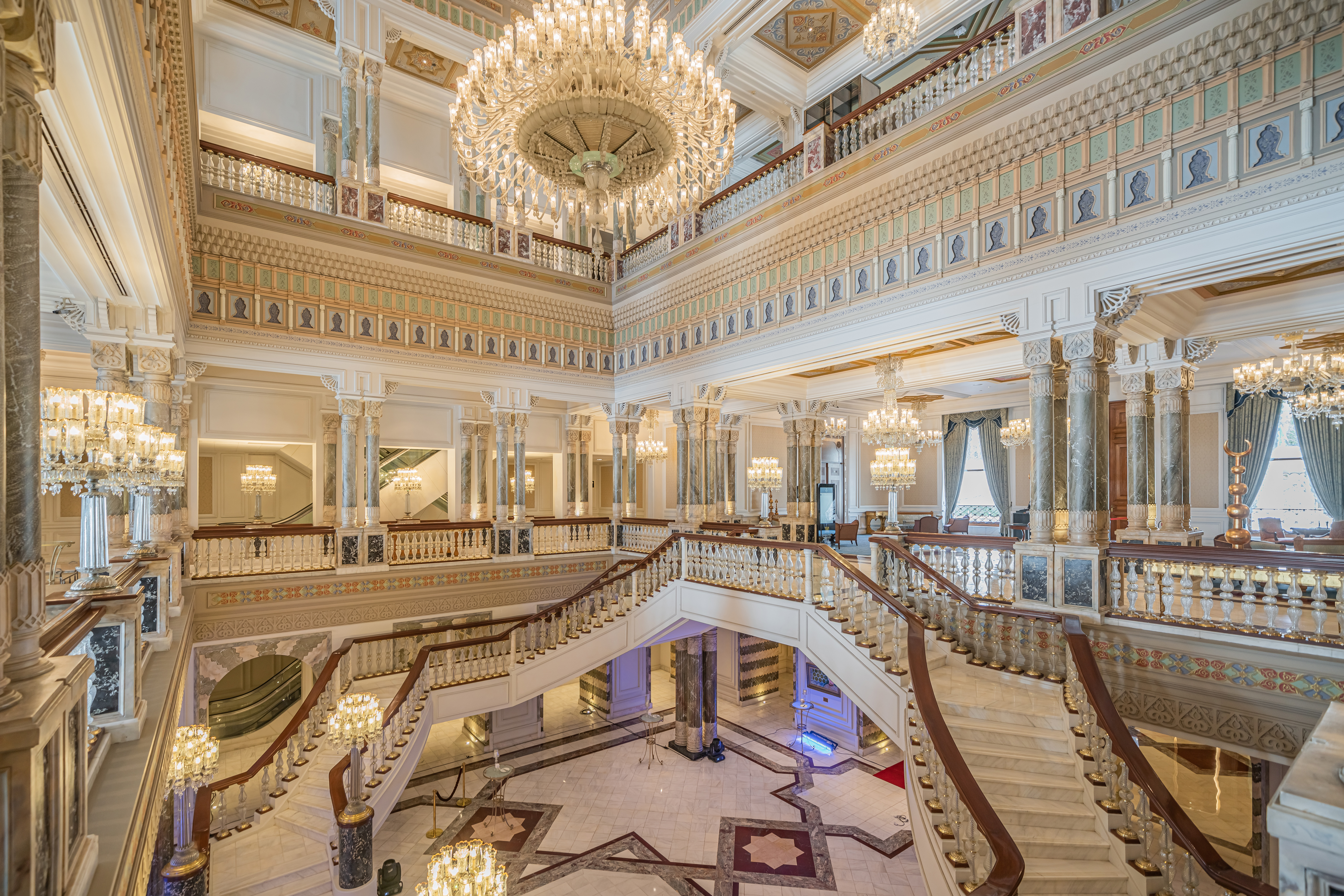
Атріум

Чирага́н-сара́й (тур. Çırağan Sarayı; англ. Çırağan Palace) — п'ятизірковий готель мережі Kempinski, який займає відтворену з руїн будівлю палацу султана Абдул-Азіза на європейському березі Босфору (між Бешикташем і Ортакьоєм у Стамбулі). Готель з'єднаний мармуровим мостом із палацово-парковим комплексом Йилдиз.
Чираган, так само як мечеть Ортакьой та палац Долмабахче, спочатку був творінням придворних зодчих Бальянів, які прагнули європеїзувати османську архітектуру в напрямку стилізації монарших резиденцій XVIII століття. Будівництво велося у 1863—1867 роках. На початку XX століття в палаці під наглядом військових жив султан Абдул-Гамід II, а в 1909 тут проходили перші засідання турецького парламенту.
У січні 1910 року напівдерев'яний палац згорів. Він залишався в зруйнованому стані до 1989 року, коли його відтворенням в спішному порядку зайнялися японські підприємці. Інтер'єри були реконструйовані таким чином, щоб залучати в готель туристів, а не відображати історичну дійсність.
У 2007 зроблена спроба наблизити інтер'єри до їхнього початкового вигляду.